# فرودگاه نیمول
 فرودگاه نیمول (به انگلیسی: Nimule Airport) یک فرودگاه همگانی، غیرنظامی و نیروی نظامی است که یک باند فرود سنگفرش دارد. این فرودگاه در شهر نیمول کشور سودان جنوبی قرار دارد و در ارتفاع ۶۸۰ متری از سطح دریا واقع شده است.